# カシスオイル
カシスオイル(Blackcurrant seed oil)は、カシスの種子から得られる油脂である。非常に高いω-6脂肪酸含量(15-20%)であり、ω-3脂肪酸(12-14%)も多く含む。また、リノール酸や2-4%のステアリドン酸も含む。カシスオイルは、抗炎症作用や心臓保護作用を持つことを示唆する結果がある。ヨーロッパの民間医療では、カシスはかつて下痢を抑え、利尿薬として尿の排出を促し、関節炎やリウマチの痛みを和らげると言われていた。主に医薬品や減量用サプリメントに用いられている。